# Orzeł Łódź (piłka nożna)
KS Orzeł Łódź – klub piłkarski, założony w 1926 roku jako Wojskowy Klub Sportowy w Łodzi.

## Informacje ogólne
- Pełna nazwa: Klub Sportowy Orzeł Łódź
- Rok założenia sekcji piłkarskiej: 1926
- Adres: ul. 6 Sierpnia 71; 90-645 Łódź
- Barwy: zielono-biało-czerwone
- Obiekt: Obiekt Sportowy MOSiR przy ul. 6 Sierpnia[1]

## Sukcesy
- 1/4 finału Pucharu Polski – 1976/77
- wicemistrzostwo Polski juniorów starszych – 1992
- mistrzostwo Klasy A Łódzkiego OZPN; baraże o wejście do I ligi – 1930 rok
- 23 sezony w rozgrywkach III ligi (dziś II liga)

## Historia
Sekcja piłkarska powstała wraz z założeniem klubu w 1926 roku (nie jak powszechnie przyjmuje się w 1923). Do wybuchu II wojny światowej łodzianie występowali pod nazwą Wojskowy Klub Sportowy. W 1930 byli blisko awansu do rozgrywek I ligi (dziś ekstraklasa). Wygrali mistrzostwa klasy A Łódzkiego OZPN-u, jednak w bezpośrednich eliminacjach musieli uznać wyższość Legii Poznań, która także nie zdołała uzyskać promocji, bowiem lepsza od niej okazała się Lechia Lwów.
Po wojnie klub dodał nowy człon do nazwy (Orzeł). Aż do 2000 roku funkcjonował w ramach struktur wojskowych. Łódzcy piłkarze nie odnieśli większych sukcesów na poziomie seniorskim. W sezonie 1976/1977 dotarli do 1/4 Pucharu Polski, po drodze eliminując m.in. Lecha Poznań i Ruch Chorzów. Ponadto, rozegrali 23 sezony w III lidze (dziś II). Najwyżej w tabeli byli w sezonie 1982/83, kiedy to na zakończenie zajęli 3. miejsce.
Przed sezonem 1996/1997 doszło do fuzji sekcji piłkarskiej z Jagiellonią Tuszyn. Nowy "twór" zajął na jego zakończenie 9. miejsce w tabeli. W Orle odbudowano sekcję piłkarską. Seniorzy występowali w rozgrywkach ligowych do sezonu 2008/2009, do momentu wycofania drużyny po rundzie jesiennej. W sezonie 2020/21 drużyna przystąpiła do łódzkiej klasy B. Z powodu braku drużyn w A klasie ŁZPN przyznał Orłowi awans, jednak klub wycofał się z rozgrywek.
Największym sukcesem w piłce juniorskiej było wywalczenie tytułu wicemistrza Polski w 1992 roku.

## Zawodnicy
Sekcja obecnie skupia jedynie drużyny młodzieżowe. W przeszłości grało w niej wielu znanych piłkarzy, w tym Władysław Karasiak, reprezentant kraju w okresie dwudziestolecia międzywojennego, a także Rafał Grzelak, Ernest Pohl, Igor Sypniewski, Andrzej Woźniak.